# One More Time
One More Time er en Pop-gruppe fra Sverige. De deltog ved Eurovision Song Contest 1996 med sangen Den vilda.

## Diskografi
- Highland (1992)
- One more time (1994)
- Den vilda (1996)